# Johan Christoffel Schultsz
Johan Christoffel Schultsz (gedoopt Amsterdam, 6 november 1749 – aldaar, 6 januari 1812) was een Nederlands landschapsschilder, tekenaar en etser.

## Leven en werk
Schultsz (ook Schultz en Schultze) was de oudste zoon van Johann George Schultsz en Johanna Maria Molkenboer, die zich vanuit Duitsland in Amsterdam hadden gevestigd. Hij kwam in de leer bij zijn oom Jeremias Schultsz, die als behangselschilder werkte in de fabriek van Troost van Groenendoelen. In 1784 werd hij lid van het Sint-Lucasgilde in Amsterdam. Hij maakte vooral naam als prentkunstenaar. Hij maakte onder meer allegorische prenten voor De Nederlandsche stad- en dorpbeschrijver, een serie van de Amsterdamse schrijver Lieve van Ollefen.
Schultsz gaf les aan onder anderen Pièrre Recco, Hendrik Stokvisch en Daniël Veelwaard en raadgevingen aan Jacob Cats. De kunstenaar overleed op 63-jarige leeftijd. De beeldhouwer Jan Schultsz is een achterkleinzoon.

## Werken (selectie)

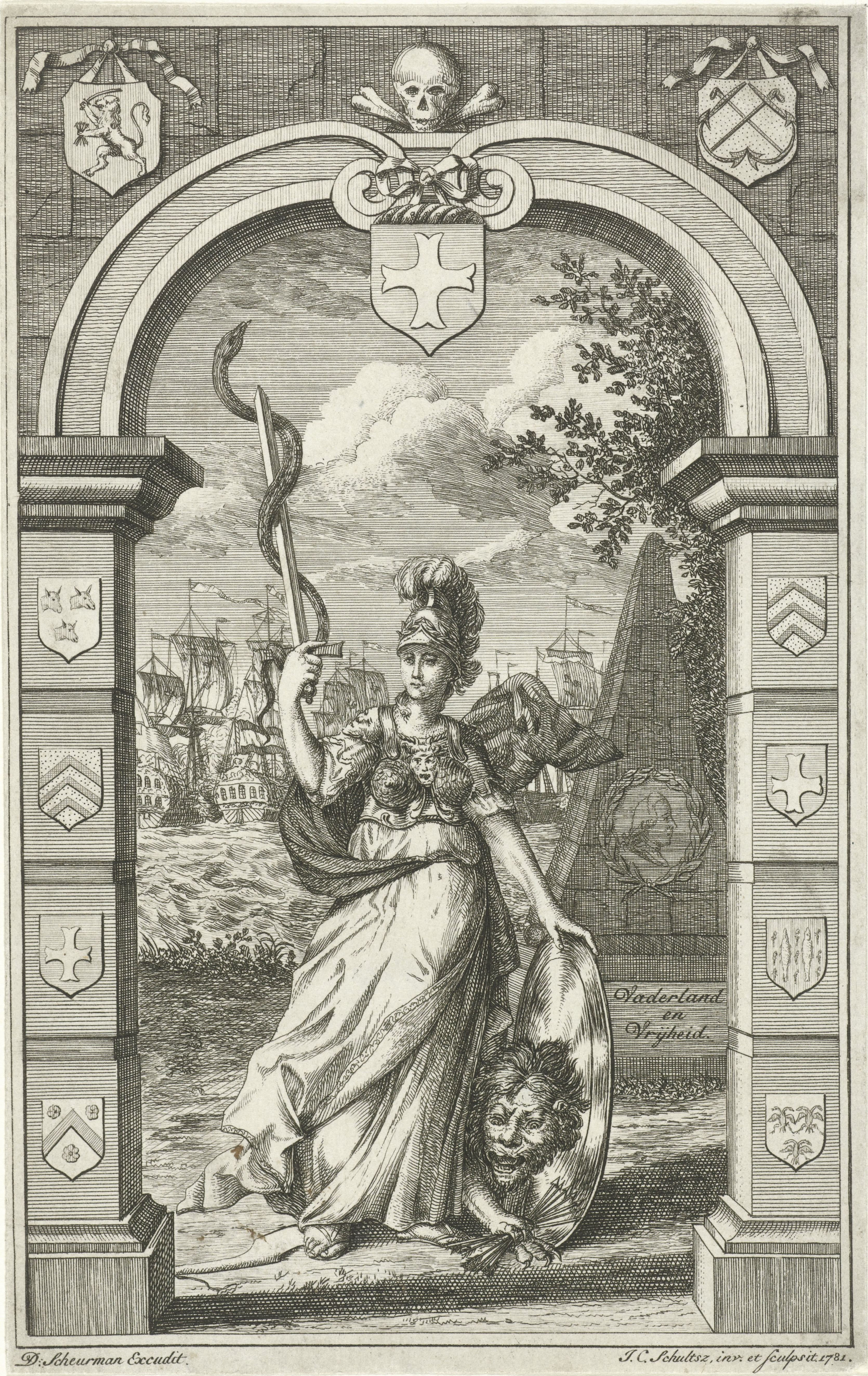
Allegorie op de dood van Wolter Jan Gerrit Bentinck (1781)
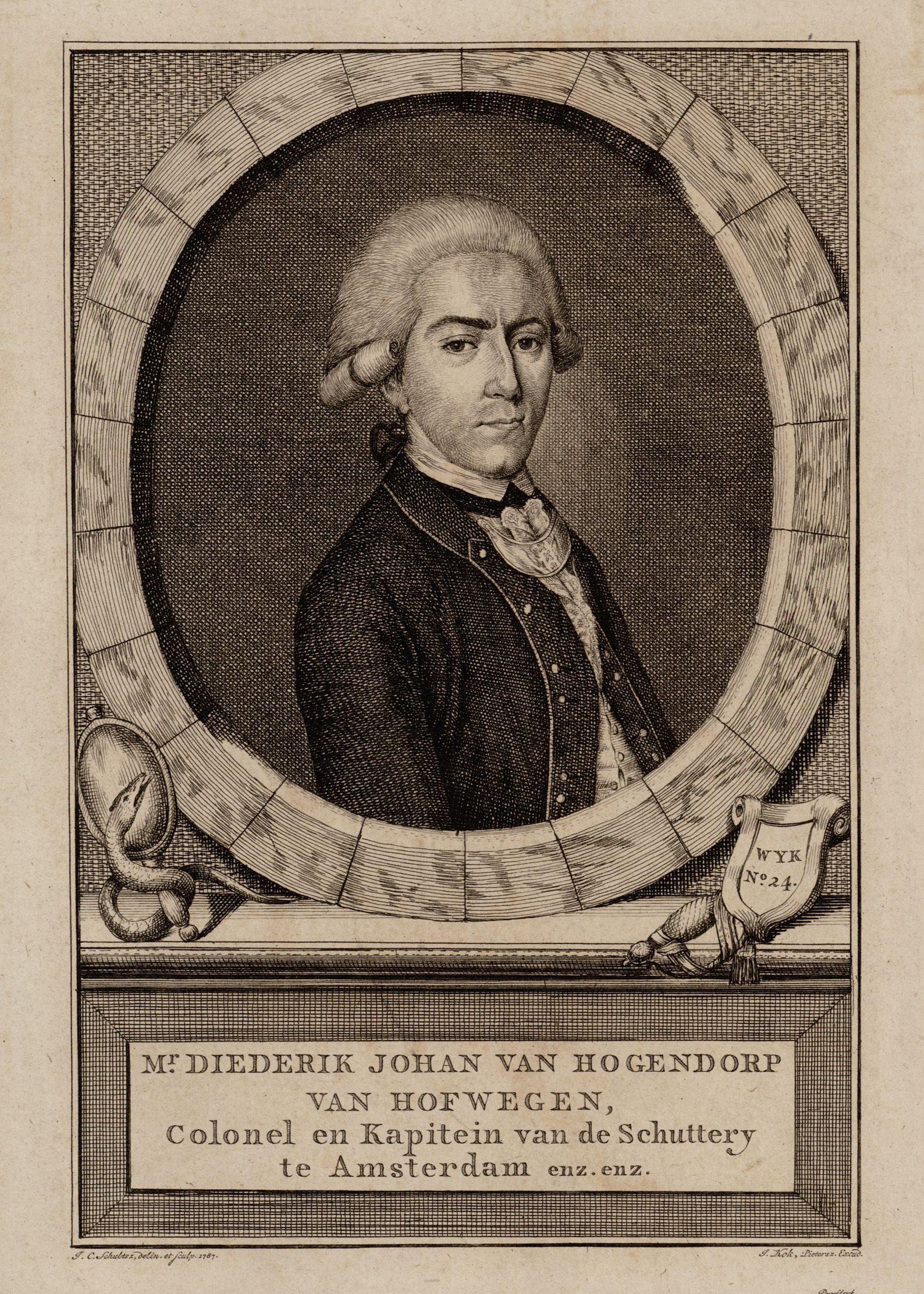
Portret van Diederik Johan van Hogendorp (1787)
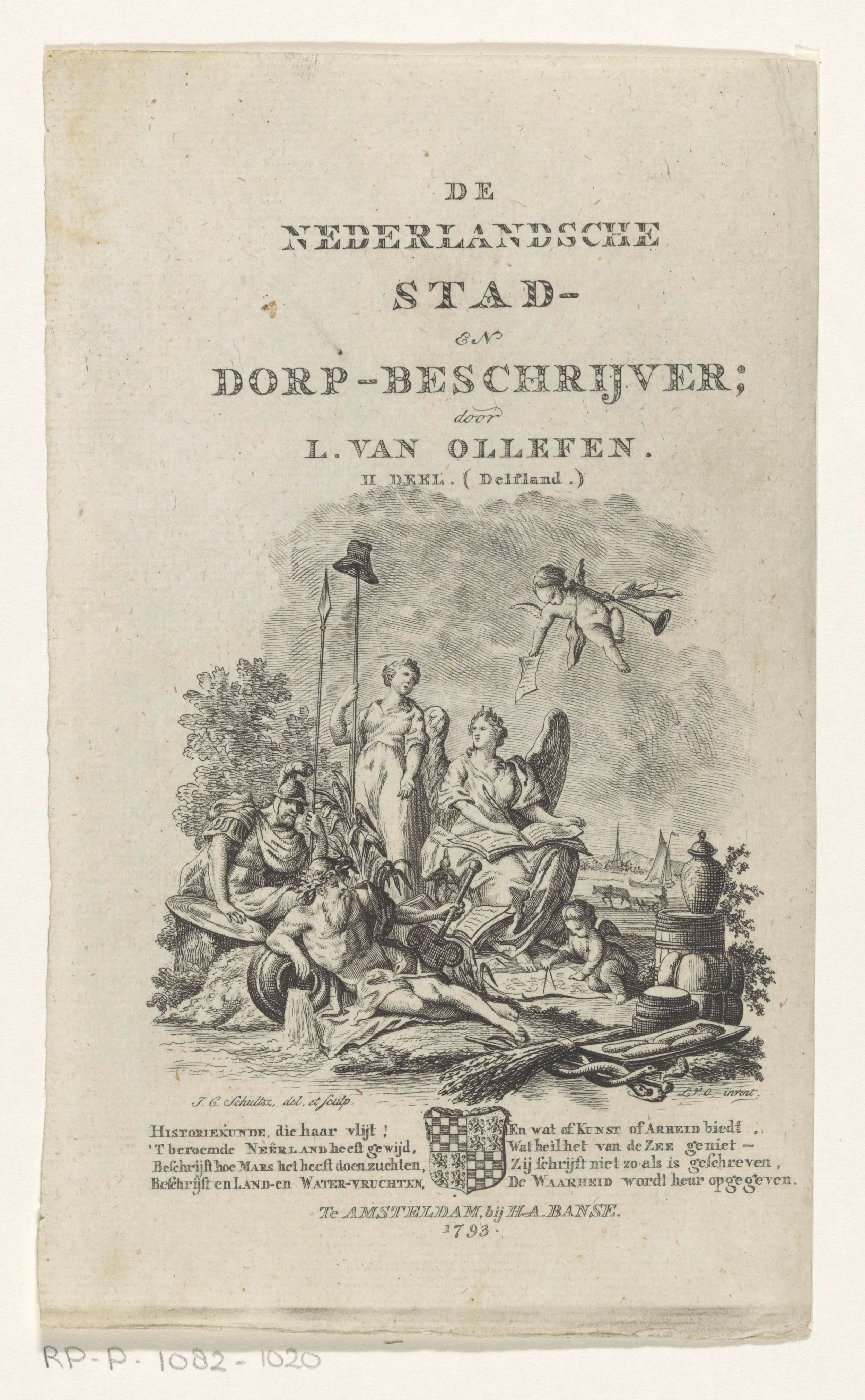
Allegorie op Delfland (1793)
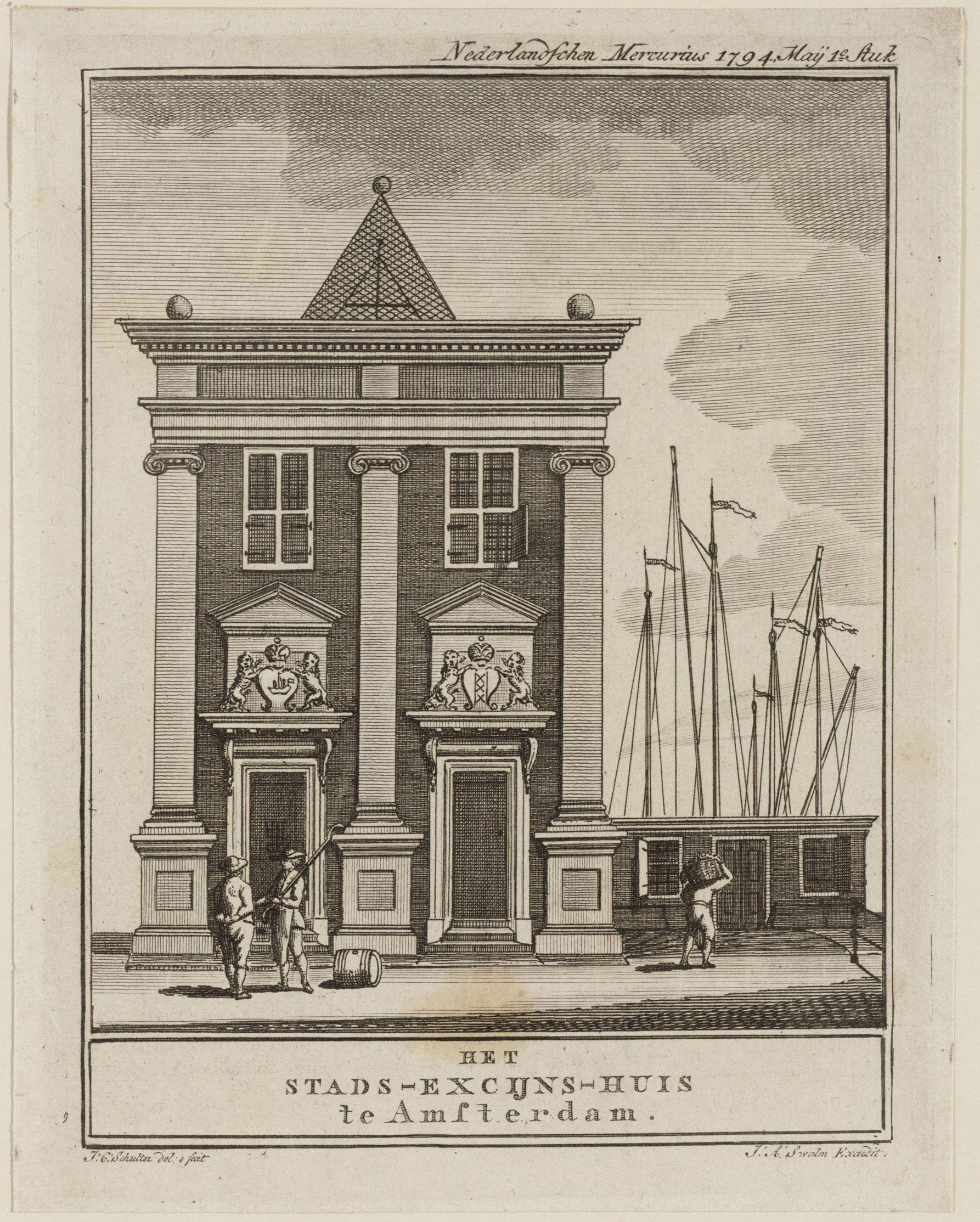
Stadsaccijnshuis Amsterdam (1794)
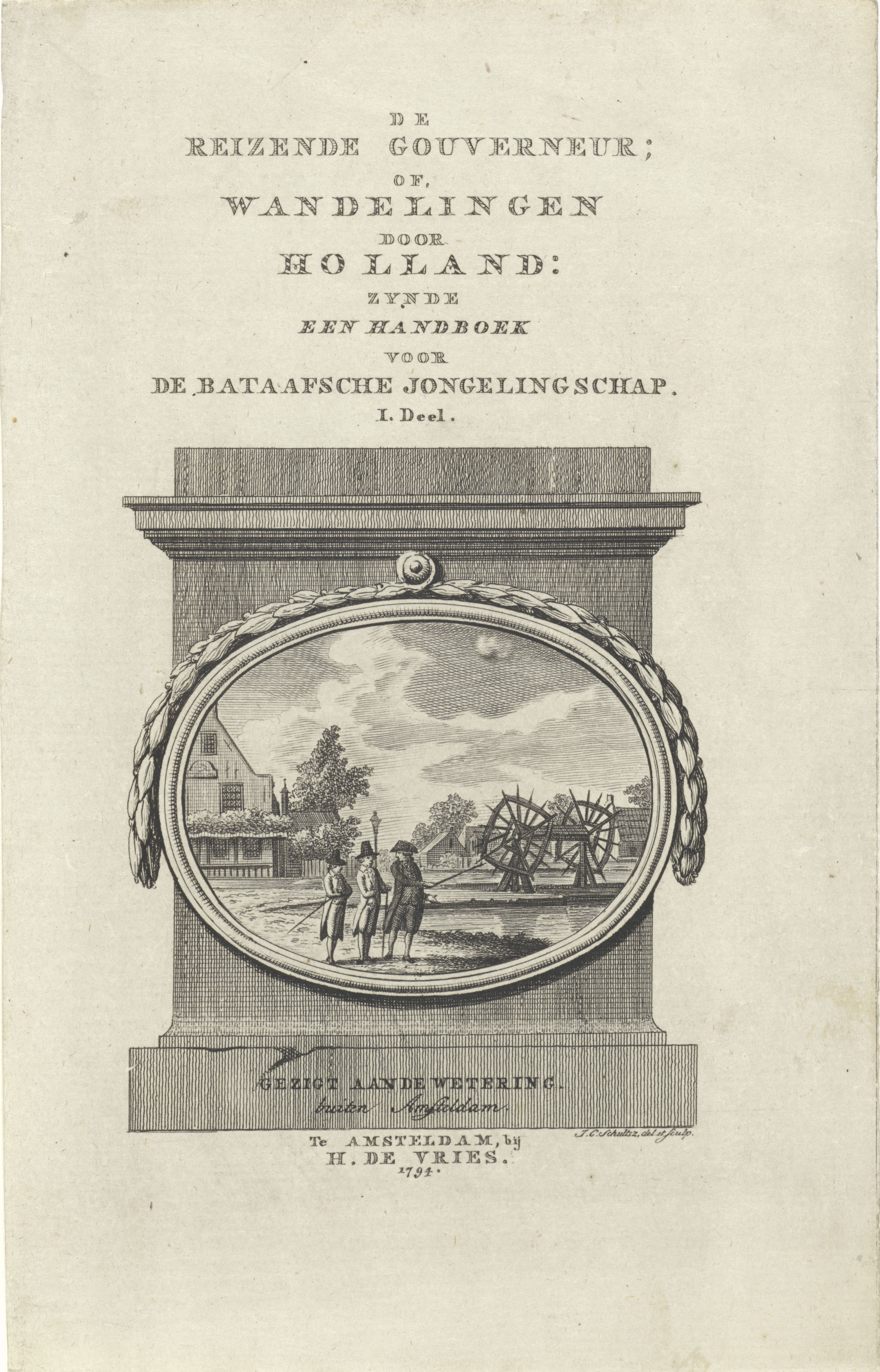
Drie heren bij een wetering buiten Amsterdam (1794)
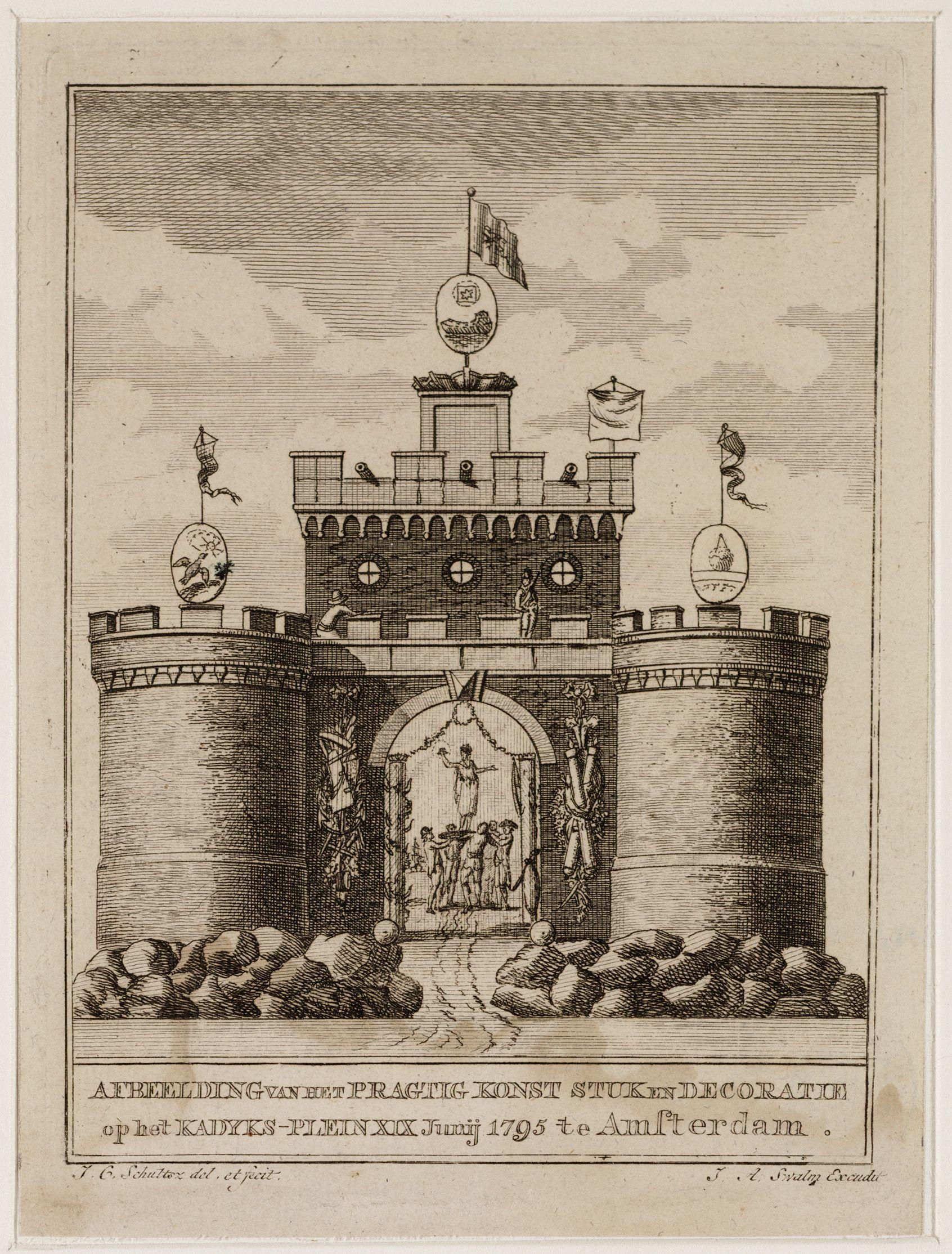
Erepoort op het Kadijksplein (1795)

- Biografisch Portaal: 73906102
- Digitale Bibliotheek voor de Nederlandse Letteren: schu153
- RKD-Nederlands Instituut voor Kunstgeschiedenis: 71336
- Union List of Artist Names: 500008181
- Virtual International Authority File: 95730976
- WorldCat: E39PBJkp9tHcMv84d7JtCHQKBP